# Walter Reichenmiller
Walter Reichenmiller (* 1942; † 1999) war ein Flottillenadmiral der Deutschen Marine.

## Leben
Von 1981 bis Anfang Mai 1983 war er als Korvettenkapitän Erster Offizier auf der Fregatte Rheinland-Pfalz.
Als Fregattenkapitän war er vom 1. April 1987 bis 30. September 1990 Kommandant der Fregatte Emden. Später wurde er Sprecher des Bundesverteidigungsministeriums.
Später war er als Kapitän zur See bis 1998 in der Ausbildung im Streitkräfteamt in Bonn und wurde als Nachfolger von Brigadegeneral Eckart Fischer Verteidigungsattaché an der Deutschen Botschaft in London.
Reichenmiller war ab 1962 Mitglied der katholischen Studentenverbindung AV Guestfalia Tübingen im CV.